# 蒙塔尼亚
蒙塔尼亚（法語：Montagnat，法語發音：[mɔ̃taɲa]）是法国东部安省的一个市镇，属于布雷斯地区布尔格区。

## 地理
蒙塔尼亚（46°10'15"N, 5°17'3"E）面积13.75 平方千米，位于法国奥弗涅-罗讷-阿尔卑斯大区安省，该省份为法国东部省份，北起汝拉省，西北接索恩-卢瓦尔省，西接罗讷省和里昂大都会，南至伊泽尔省，东与萨瓦省、上萨瓦省和瑞士接壤。
与蒙塔尼亚接壤的市镇（或旧市镇、城区）包括：布雷斯地区布尔格、塞尔蒂讷、塞泽里亚、佩罗纳斯、勒沃纳、圣瑞斯特、托西亚。

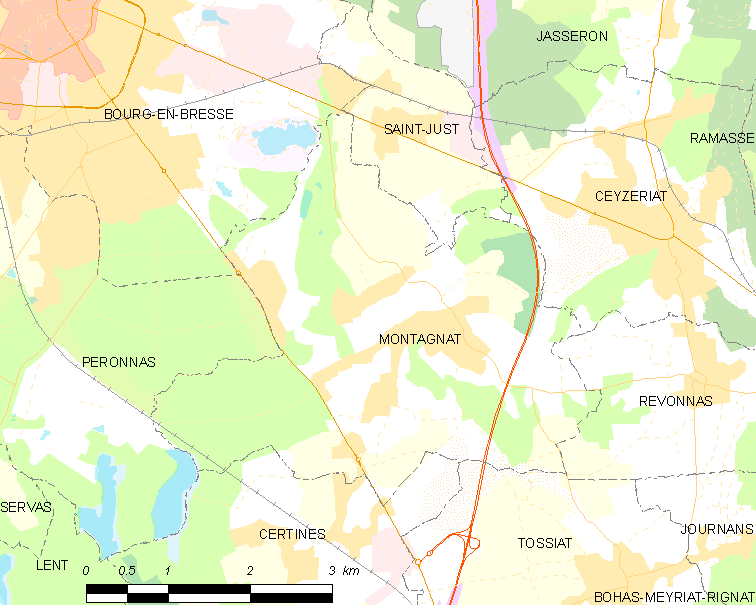
蒙塔尼亚的OSM定位图

蒙塔尼亚的时区为UTC+01:00、UTC+02:00（夏令时）。

## 行政
蒙塔尼亚的邮政编码为01250，INSEE市镇编码为01254。

## 政治
蒙塔尼亚所属的省级选区为塞泽里亚县。

## 人口

1962-2008年间蒙塔尼亚人口变化图示

蒙塔尼亚于2022年1月1日时的人口数量为2164人。